# Tierra del Emperador Guillermo
La Tierra del Emperador Guillermo (en alemán: Kaiser-Wilhelms-Land) era la parte continental del territorio de la Nueva Guinea Alemana, un protectorado en el Pacífico Sur del Imperio alemán. Nombrado en honor al emperador Guillermo I, quien fue emperador de Alemania y rey de Prusia de 1871 a 1888, incluía la parte nororiental del territorio de la presente Papúa Nueva Guinea. Desde 1884 hasta 1918, el territorio fue un protectorado del Imperio alemán. La Tierra del Emperador Guillermo, Nueva Pomerania, el archipiélago Bismarck, las islas Salomón del Norte, las islas Carolinas, Palaos, Nauru, las Marianas y las Marshall comprendían la Nueva Guinea Alemana.
La mayoría de los colonos de la Tierra del Emperador Guillermo eran propietarios de plantaciones, mineros, y funcionarios del gobierno, y el número de colonos europeos, incluidos no alemanes, nunca fue muy alto. En 1885, congregaciones luteranas y católicas enviaron religiosos para establecer misiones, que experimentaron un moderado pero muy lento éxito entre los pueblos indígenas. Los misioneros y los propietarios de plantaciones por igual se vieron limitados por las enfermedades tropicales, los largos viajes desde Alemania y barreras de comunicación.
El protectorado nunca fue enteramente explorado por los alemanes, aunque en 1914 el Gobierno alemán montó una expedición para explorar y cartografiar el interior. Los misioneros luteranos fueron frecuentemente los primeros europeos en explorar el interior y de examinar la fauna y la flora.
Con el estallido de la Primera Guerra Mundial en 1914, el protectorado alemán fue rápidamente tomado por tropas australianas. En 1918, como parte de los acuerdos de final de la guerra, la Tierra del Emperador Guillermo pasó a ser administrada por Australia.

## Características naturales
Los glaciares del Cuaternario crearon gran parte de la topografía de la Tierra del Emperador Guillermo. Estudios recientes sugieren que el monte Guillermo tenía aproximadamente una superficie de 65 km² de hielo. Más al norte, cerca del ecuador terrestre, los glaciares dejaron tras de sí grandes campos de depósitos.
El territorio de Tierra del Emperador Guillermo era grandemente montañoso, siendo el monte Wilhem con 4509 m el pico más alto de la cordillera de Hagan, que separaba el protectorado de la Papúa británica. Existen varios ríos importantes, especialmente el río Sepik con 1126 km que desciende desde las Tierras Altas hasta las tierras bajas pantanosas hacia la costa norte.
El río Markham fluye por 180 km desde la cordillera de Finisterre y finaliza en el golfo de Huon. La península de Huon, nombrada por el explorador francés Jean-Michel Huon de Kermadec, tiene playas levantadas, usualmente creadas por la combinación de elevaciones tectónicas de la costa y fluctuaciones del nivel del mar cuaternarias. El macizo de Saruwaged, con los dos picos gemelos de Bangeta y Saruwaged, dominan la cordillera de Saruwaged; robusto y fuerte, el macizo alcanza los 4000 metros, y está rodeado de jungla en su base.

## Población indígena
Cerca del monte Hagen, los arqueólogos han identificado la zona de humedales de Kuk (5°47′1.36″S 144°19′54.2″E / -5.7837111, 144.331722), uno de los sitios más antiguos de drenaje agrícola en Australasia; el sitio ha sido identificado por la UNESCO, y se encuentra en la lista de sitios Patrimonio de la Humanidad.
Características lingüísticas sugieren el origen de la población. A lo largo de la costa sudoriental y en el valle del río Markham, predominan las lenguas de la familia austronesia. Las dos lenguas principales eran el Kâte y el Yabim, con el Kâte hablado en el interior montañoso y el Yabim, en las áreas de costa, particularmente en la costa de la península de Huon. Las lenguas no-austronesias eran oídas más comúnmente en las regiones montañosas.

## Historia

### Exploración temprana
La línea de costa de las porciones septentrionales y orientales de Nueva Guinea fueron cartografiadas por navegantes de principios del siglo XVII, y las visibles cadenas montañosas fueron nombradas por navegantes del Almirantazgo británico a finales de ese siglo. La mayoría de los esfuerzos alemanes se centraron en las regiones costeras y las cuencas fluviales, donde los alemanes habían establecido plantaciones. La frontera entre Papúa y Kaiser-Wilhlemsland había sido establecida por una expedición conjunta germano-británica en 1909, y el interior no había sido cartografiado. Desde entonces, los buscadores de oro de Papúa habían cruzado al territorio germano que, desde la perspectiva germana, hizo esencial la determinación acurada de la frontera. A finales de 1913, la Administración del Imperio Colonial eligió a Hermann Detzner para dirigir una expedición para estudiar la frontera entre el protectorado británico, denominado Papúa y el territorio alemán y para estudiar y cartografiar el interior. Detzner pareció ser el hombre adecuado para ello. La misión de Detzner fue también el primer intento serio de explorar el interior desconocido y evaluar y describir su contenido.

### Colonización europea

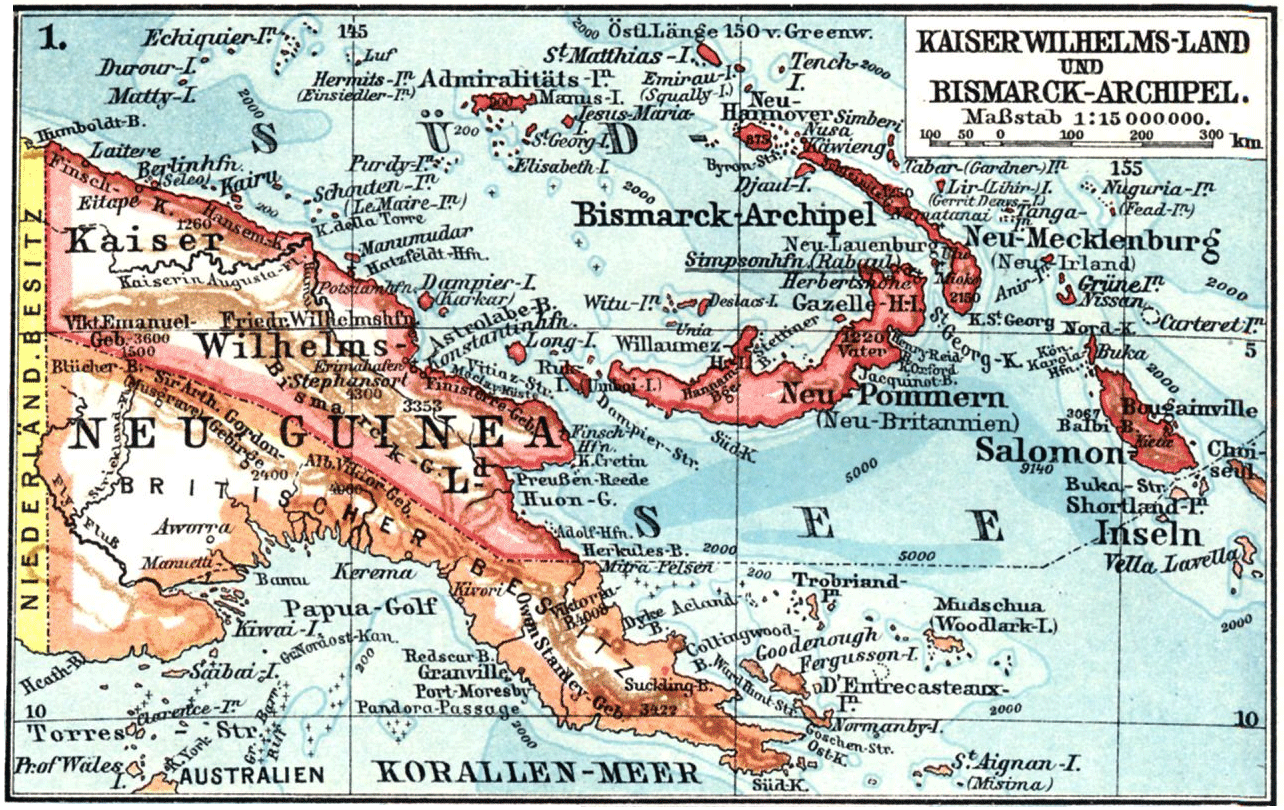
Mapa de Kaiser Wilhelms-Land y Ost Neu Guinea.

En 1882, la Compañía Alemana de Nueva Guinea y la Sociedad de Plantaciones, junto a la Compañía Robertson & Hernsheim (después Hernsheim Company) aseguraron los intereses mercantiles alemanes en la isla. La colonia fue dominada por la Compañía Alemana de Nueva Guinea, y entre 1884 y 1899 fue en realidad administrada por la compañía. Los propietarios de plantaciones, la mayoría de ellos mineros de cobre, o productores de productos tropicales como cocoteros, centraron su atención en las regiones costeras, dejando la exploración del interior para los misioneros y exploradores militares.
Entre 1885 y 1887, Johann Flierl estableció estaciones misioneras en Simbang y la isla de Timba. Después de que las epidemias de malaria en 1889 y 1891 mataran a casi la mitad de los pobladores en la costa en Finschhafen, muchos de los europeos se trasladaron hacia Friedrich Wilhelmshafen (ahora Madang). Flierl estableció una estación misionera en Sattelberg, en las tierras altas, a 700 metros sobre el nivel del mar. En 1890-1891, ahí construyó la estación misionera de Sattelberg y construyó una carretera de aproximadamente 24 km entre la estación y el puerto de Finsch (Finschhafen), que acortaba el tiempo de viaje de tres días a cinco horas.
En abril de 1911 Kurt Wegener, director del Observatorio Meteorológico de Apia, declaró que se dirigía a la Nueva Guinea alemana para hacer arreglos preliminares para una serie de viajes en globo por todo el continente, cuyo propósito era hacer levantamientos aéreos. A fines de 1913, la Oficina Colonial Imperial designó a Hermann Detzner para dirigir una expedición para inspeccionar la frontera entre el protectorado británico, llamado Papúa, y el territorio alemán, y para inspeccionar y mapear el interior. Detzner, un austriaco, era un inspector militar. La expedición partió a lo largo de la división Langimar-Watut, y viajó en balsa por el río Watut hasta su confluencia con el río Markham, y luego a la estación de la Misión Luterana en Gabmadzung (cerca del aeropuerto Lae Nadzab).

### Estallido de la Primera Guerra Mundial
El 4 de agosto de 1914 el Reino Unido declaró la guerra a Alemania. En cuanto la Primera Guerra Mundial se extendió por el Pacífico, las tropas australianas invadieron la Nueva Guinea Alemana, tomando los barracones alemanes en Herbertshöne (en la actualidad Kokopo) y obligando a las fuerzas coloniales defensivas alemanas a capitular el 21 de septiembre tras la derrota de Bita Paka.

### Reorganización y administración australiana 1920-1945
En 1918, la Tierra del Emperador Guillermo y otros territorios que comprendía la Nueva Guinea Alemana (Nueva Pomerania y las islas del Archipiélago Bismarck) fueron administradas por Australia. A principios de 1920 los australianos, bajo mando de la Sociedad de Naciones, gobernaron la antigua colonia alemana de Nueva Guinea. Fue administrado bajo este mandato hasta la invasión japonesa en diciembre de 1941 (Operación Mo). La mayor parte del territorio de Nueva Guinea, incluyendo las islas de Bougainville y Nueva Bretaña, fue ocupada por fuerzas japonesas antes de ser recapturadas durante los meses finales de la Segunda Guerra Mundial durante la campaña de Nueva Guinea llevada a cabo entre Australia y Estados Unidos.